# Charity Shield de Trinidad y Tobago
La Charity Shield de Trinidad y Tobago, llamada Digicel Charity Shield por razones de patrocinio, es la supercopa de fútbol que se disputa en Trinidad y Tobago entre el campeón de la TT Pro League contra el ganador del Pro Bowl de Trinidad y Tobago, y de ser el ganador de ambos torneos el mismo equipo, el rival es el subcampeón de liga.

## Historia
El torneo se juega como el partido inaugural de cada temporada, en este caso la primera edición fue en la temporada 2012/13, donde el ganador de la TT Pro League (W Connection) venció al ganador del Pro Bowl (Defence Force FC).
El ganador del torneo recibe $10.000 trinitarios, los cuales debe destinar a la causa benéfica que quiera.

## Palmarés
| Año  | Campeón          | Resultado | Finalista        | Sede                    |
| ---- | ---------------- | --------- | ---------------- | ----------------------- |
| 2012 | W Connection     | 2–0       | Defence Force    | Estadio Manny Ramjohn   |
| 2013 | W Connection (2) | 4–2       | Defence Force    | Estadio Hasely Crawford |
| 2014 | W Connection (3) | 1–0       | Central FC       | Estadio Ato Boldon      |
| 2015 | Central FC (1)   | 1–0       | W Connection     | Estadio Ato Boldon      |
| 2016 | Central FC (2)   | 2-2 ‡     | Defence Force    | Estadio Ato Boldon      |
| 2018 | W Connection (4) | 7-1       | North East Stars | Estadio Ato Boldon      |

## Títulos por Equipo
| Club             | Campeón | Último Título | Subcampeonato | Última Final Perdida |
| ---------------- | ------- | ------------- | ------------- | -------------------- |
| W Connection     | 4       | 2018          | 1             | 2015                 |
| Central FC       | 2       | 2016          | 1             | 2014                 |
| Defence Force    | 0       |               | 3             | 2016                 |
| North East Stars | 0       |               | 1             | 2018                 |